# Сабуровский автодорожный мост
Сабу́ровский автодорожный мост, также Сабу́ровский мост — мост в Москве (Россия) через Москву-реку на юго-востоке столицы. Соединяет микрорайон Курьяново (в составе района Печатники) в ЮВАО и район Москворечье-Сабурово в ЮАО. Расположен рядом и к западу от действующих двух железнодорожных мостов (Нижнего и Верхнего). Смежные мосты, по которым также осуществляется автомобильное движение, — Братеевский мост в 3—4 км к востоку и ниже по течению реки, а также Кожуховский мост через затон и сквозной Нагатинский мост выше по течению реки.
Мост является частью Юго-Восточной хорды и открыт в составе Московского скоростного диаметра 9 сентября 2023 года.

## История строительства

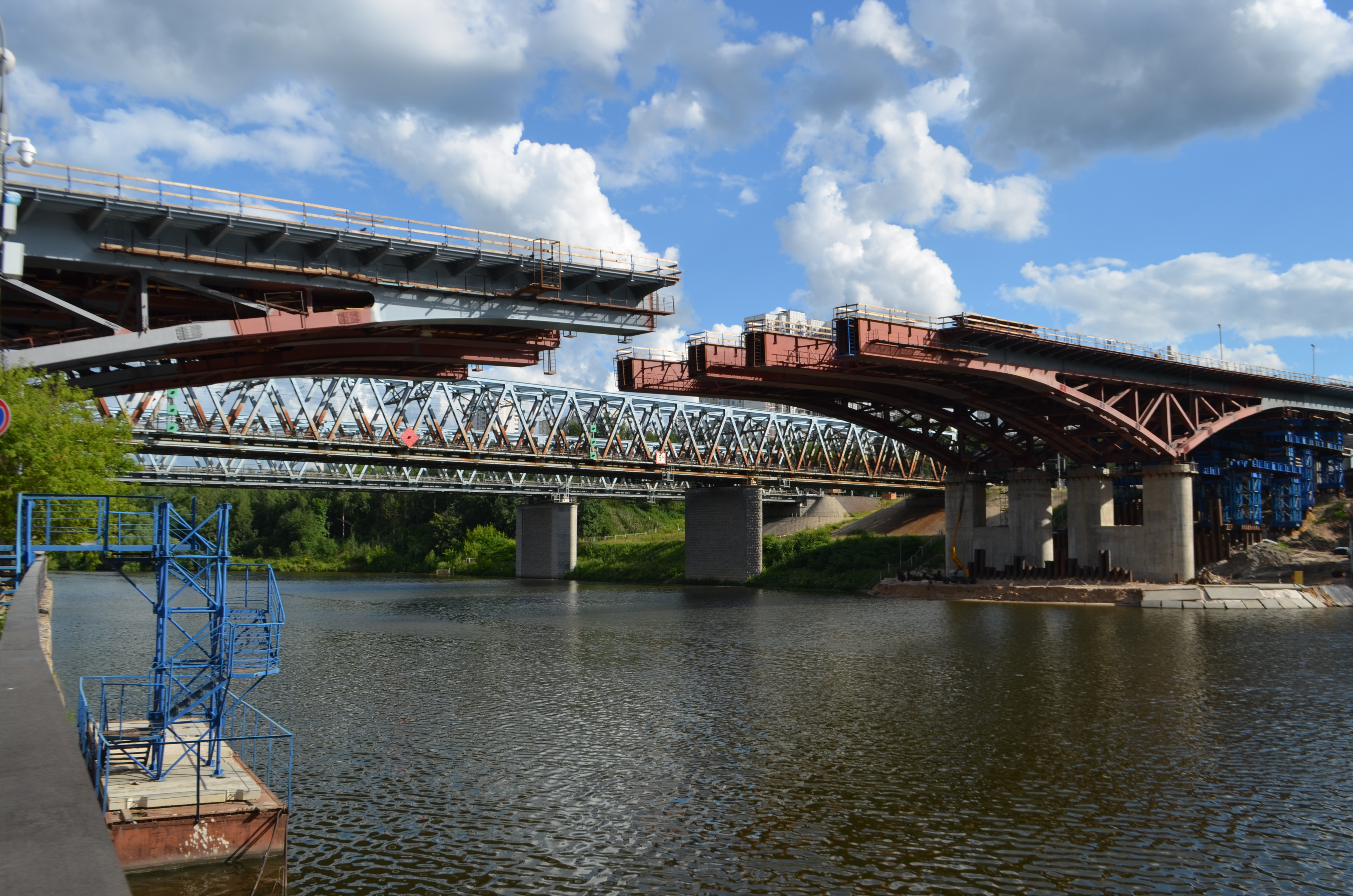
Строительство моста в июле 2022 года

Необходимость строительства моста вызвана географической близостью районов Печатники и Москворечье-Сабурово — их разделяет расстояние в примерно 300 метров, а также отсутствием прямого автомобильного сообщения между районами — для этой цели использовался ближайший Братеевский мост. Первые планы строительства моста относятся к 2018 году.
Непосредственное строительство моста и прилегающей эстакады Юго-Восточной хорды началось летом 2020 года, хотя подготовительные работы на площадке строительства начались ещё в конце 2019 года.
Монтаж металлоконструкций моста между Печатниками и Москворечье-Сабурово начался в августе 2021 года. Ввиду периода судоходства по Москве-реке устройство пролётных строений не осуществлялось в тёплый период 2022 года и было запланировано не ранее ноября 2022 года, а завершено зимой 2022/2023 годов.
По состоянию на конец марта 2023 года, открытие моста планировалось в 2023 году, при этом общая готовность моста оценивалась в 85%.

## Конструктивные особенности
Особенности моста: он идёт с уклоном, с понижающим перепадом высоты в сторону платформы Курьяново, а также отсутствием отдельных пешеходных частей.

## Общественный транспорт
- 751:  Каширская — МИФИ — Сабуровский мост —  Марьино —  Братиславская — Ставропольский проезд.